# IC 1515
IC 1515 — галактика типу SBb (компактна витягнута галактика) у сузір'ї Риби.
Цей об'єкт міститься в оригінальній редакції індексного каталогу.